# Chaouia (Marocco)

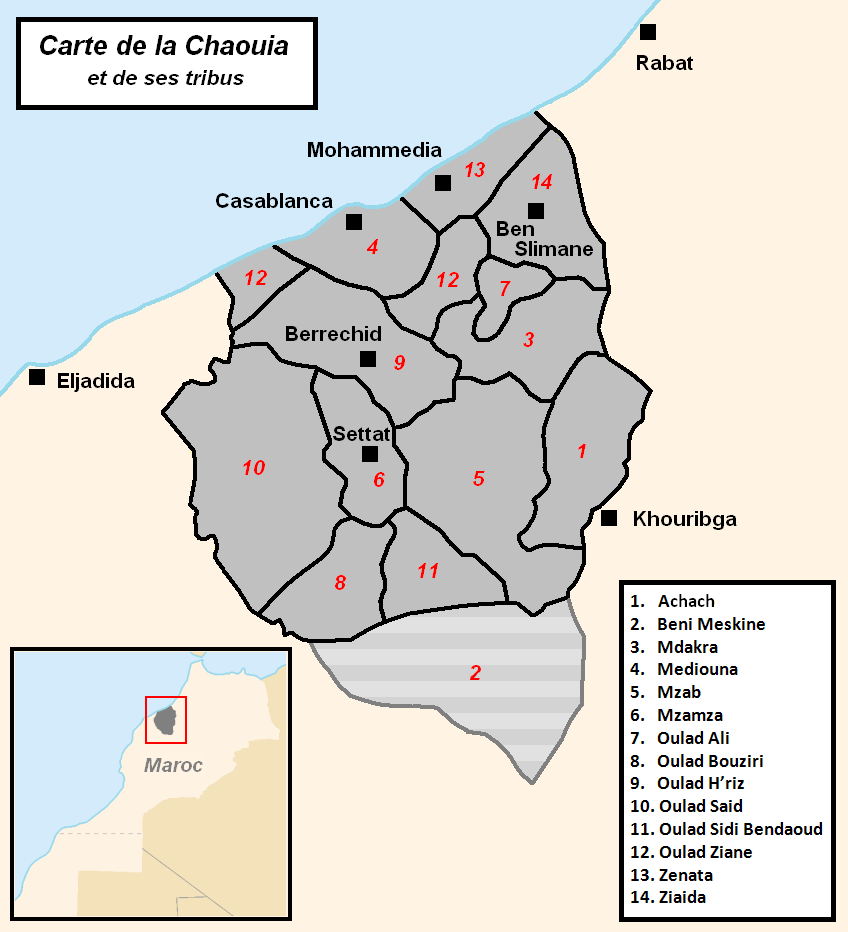
Mappa della Chaouia e delle sue tribù

Chaouia (in arabo الشاوية‎?) è una regione storica ed etno-geografica del Marocco. È delimitata dal fiume Oum Er-Rbia a sud-ovest, il fiume Cherrate a nord-est, la pianura di Tadla a sud-est e l'Oceano Atlantico a nord-ovest. L'enclave copre una superficie di quasi 14 000 km 2.
Geograficamente, la Chaouia può essere divisa in due sottoregioni: bassa e alta. La Chaouia bassa è la parte costiera mentre la Chaouia alta è più all'interno. I terreni variano in fertilità: la terra scura è apprezzata per i suoi alti raccolti e si trova tra gli Mdakra, Ouled Hriz e Oulad Said. C'è anche la terra rossa hamri.
Nel corso della storia del Marocco, la Chaouia era famosa per la coltivazione di grano e orzo, che venivano esportati in anni di abbondanza da Casablanca, Fédala o Azemmour. La pecora Chaouia era anche apprezzata per la sua lana, che veniva anche esportata a Marsiglia dove era conosciuta come Wardigha in riferimento a una delle tribù.
Al giorno d'oggi, la Chaouia fa parte della regione amministrativa Casablanca-Settat.

## Etimologia
"Chaouia" è una parola berbera che significa "pastori di pecore".

## Storia
La Chaouia faceva parte del territorio dei Barghawata fino a quando fu unificata al Marocco dagli Almoravidi.
In seguito alla sconfitta delle tribù arabe beduine da parte dei governanti Almohadi del Marocco nel XII secolo, le tribù arabe di Hilal e Sulaym furono forzate a insediarsi nella regione, dove si fusero con i berberi locali. Nel XIII e XIV secolo, i Marinidi trasferirono alcuni berberi Zenata dal Marocco orientale alla Chaouia.
All'inizio del XX secolo, la Chaouia subì una forte ribellione. Nel 1907, i francesi entrarono nella regione prima di estendere il loro controllo su tutto il Marocco.

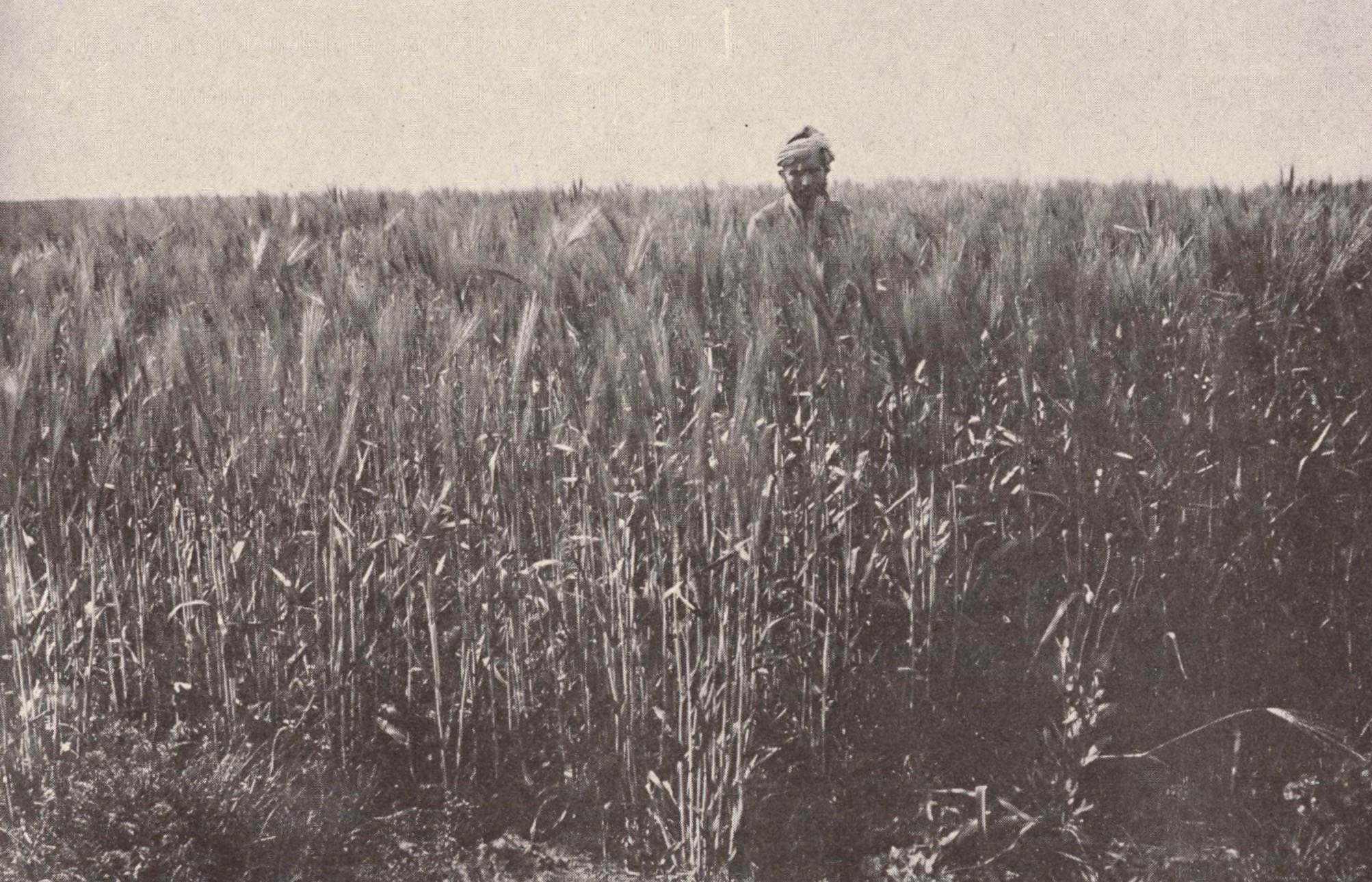
Un contadino in un campo di orzo nella Chaouia, pubblicato il 15 agosto 1917 sulla rivista France-Maroc.

Durante il protettorato francese, la Chaouia faceva parte della "suddivisione autonoma di Casablanca". È stata poi divisa in tre controlli civili: Chaouia-Nord (Casablanca) Chaouia-Centro (Berrechid) e Chaouia-Sud (Settat).

## Composizione tribale
La confederazione tribale Chaouia è tradizionalmente composta da 14 tribù di lingua araba:
- Achach, di origine araba Sulaym.[8]
- Beni Meskine, di origine araba, essendo precedentemente stata parte della confederazione di Tadla, si unì alla confederazione di Chaouia nel XIX secolo.[8]
- Mdakra, parzialmente di origine araba (sottotribù Ahlaf e Sabbah), e in parte di origine berbera Houara (sottotribù Mellila), fusi con un gruppo Barghawata originale.[8]
- Mediouna, di origine berbera Zenata.[8]
- Mzab, principalmente di origine berbera Zenata.[8]
- Mzamza, principalmente di origine berbera Masmouda, con una significativa influenza araba di Jochem.[8]
- Oulad Ali, di origine araba Maqil.[8]
- Oulad Bouziri, di origine berbera Sanhaja.[8]
- Oulad Hriz, in parte di origine araba, e anche in parte di origine berbera a causa di sottotribù. Ha anche assorbito un gruppo da Barghawata.[8]
- Oulad Saïd, di origine araba Zughba, si stabilì nella regione durante l'era Marinid.[8]
- Oulad Sidi Bendaoud, principalmente di origine berbera Sanhaja.[8]
- Oulad Ziane, di origine araba Zughba.[8]
- Zenata, di origine berbera Zenata.[8]
- Ziaïda, principalmente di origine berbera Sanhaja; ha assimilato la tribù Beni Oura durante il XIX secolo.[8]